# Lista orașelor din Comore
Acest articol conține o listă a orașelor din Comore.
Anjouan
- Adda-Douéni
- Bambao
- Bazimini
- Domoni
- Jimilimé
- Koni-Djodjo
- Mirontsi
- Moya
- Mramani
- Mutsamudu (capitala insulei)
- Ongoujou
- Ouani
- Pomoni
- Sima
- Tsimbeo

Grande Comore
- Chezani
- Dembéni
- Foumbouni
- Hahaia
- Iconi
- Itsikoudi
- Koimbani
- Mbéni
- Mitsamiouli
- Mitsoudjé
- Mohoro

Harta Insulelor Comore

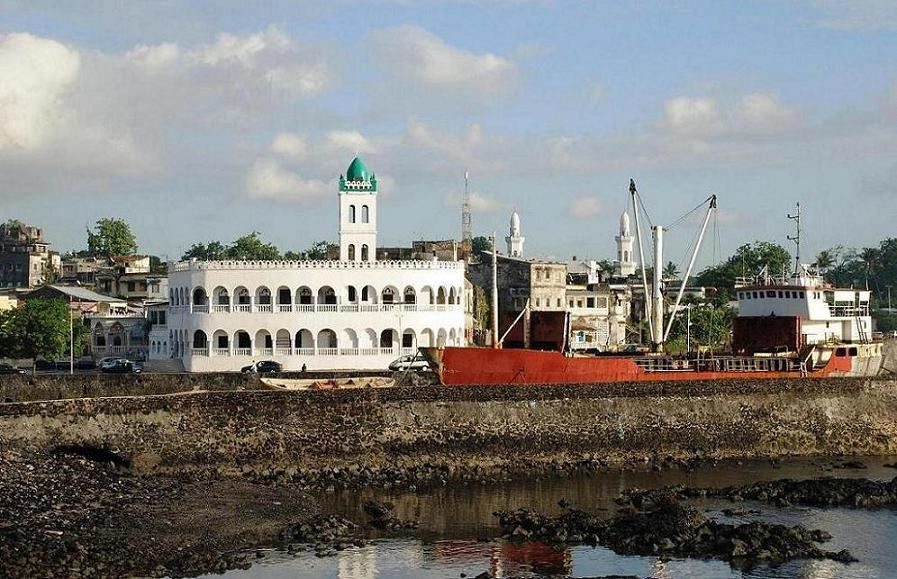
Moroni, Capital of Comoros

- Moroni (capitala insulei și a țării)
- Mvouni
- N'Tsaoueni
- N'Tsoudjini
- Nkourani
- Pidjani
- Séléa
- Tsidjé

Mohéli
- Bandaressalam
- Djoiezi
- Fomboni (capitala insulei)
- Hoani
- Kangani
- Mbatsé
- Miringoni
- Mtakoudja
- Ndrondroni
- Nioumachoua
- Ouallah
- Sambia
- Wanani
- Ziroudani